# Kinpu-jinja (Yoshino)
Le Kinpu-jinja (金峯神社) est un sanctuaire shinto situé dans le district de Yoshino,  préfecture de Nara au Japon. Construit au Xe siècle environ, il est consacré à Kanayama-hiko-no-kami.  Le honden (bâtiment principal) est construit dans le style nagare-zukuri.  
En 2004, le sanctuaire est inscrit sur la liste du patrimoine mondial de l'UNESCO sous l'appellation « Sites sacrés et chemins de pèlerinage dans les monts Kii ».

## Source de la traduction
- (en) Cet article est partiellement ou en totalité issu de l’article de Wikipédia en anglais intitulé « Kinpu Shrine (Yoshino) » (voir la liste des auteurs).